# Robin Hood (1922)
Robin Hood is een Amerikaanse stomme film uit 1922, in zwart-wit van Allan Dawn. De film kreeg een première bij Grauman's Egyptian Theater op 18 oktober 1922. De volledige titel waaronder de film werd uitgebracht was Douglas Fairbanks in Robin Hood. Dit kwam mede doordat Fairbanks het scenario, de productie en hoofdrol voor zijn rekening nam.
De film is gebaseerd op de Robin Hood-legende.

## Verhaal
In de openingsscène neemt de graaf van Huntingdon het in een steekspel op tegen zijn vijand, sir Guy van Gisbourne. Nadien voegt de graaf zich bij het gezelschap van Richard I van Engeland die op kruistocht gaat. Hij laat zijn broer, prins Jan, tijdens zijn afwezigheid optreden als regent. De prins blijkt al snel een verraderlijke tiran te zijn.
Wanneer de graaf hoort van Jans wandaden, vraagt hij de koning toestemming terug naar Engeland te mogen keren. Dit wordt hem geweigerd. Wanneer hij het toch probeert, wordt hij gevangengenomen als deserteur. Hij kan later ontsnappen en alsnog terugkeren naar Engeland.
Terug in Engeland neemt hij de naam Robin Hood aan om de tirannie van prins Jan te bevechten. Hij krijgt al snel een grote groep volgelingen, die zich in de bossen rond het plaatsje Nottingham ophouden. Twee van zijn volgelingen zijn Kleine Jan en de monnik Broeder Tuck.
In de climax van de film redt Robin Lady Marian uit de kerker, waarna koning Richard terugkeert en zijn troon terugeist.

## Rolverdeling

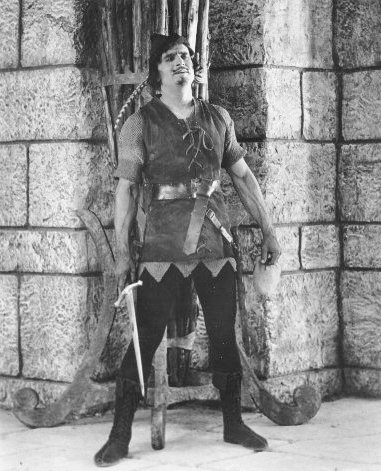
Douglas Fairbanks als Robin Hood

| Acteur            | Personage             |
| ----------------- | --------------------- |
| Douglas Fairbanks | Robin Hood            |
| Enid Bennett      | Lady Marian           |
| Sam De Grasse     | Prins Jan             |
| Wallace Beery     | Koning Richard        |
| Paul Dickey       | Guy of Gisburne       |
| William Lowery    | Sheriff of Nottingham |

## Achtergrond
Robin Hood was de eerste productie die alle elementen bevat die later in meerdere Robin Hood-films terugkwamen.
Voor de film was een budget van 1 miljoen dollar beschikbaar, waarmee het een van de duurste films van de jaren 20 werd. Voor de film werd een compleet 12e-eeuwse stadje nagebouwd. De film werd geproduceerd door Fairbanks bedrijf Douglas Fairbanks Film Corporation en het bedrijf United Artists, dat onder leiding stond van o.a. Mary Pickford en Charlie Chaplin.
Alan Hale, Sr. maakte dermate veel indruk in zijn rol van Kleine Jan, dat hij de rol 16 jaar later nogmaals mocht vertolken in de film The Adventures of Robin Hood (1938) en in Rogues of Sherwood Forest in 1950.